# Raffinage (papeterie)
Pour les articles homonymes, voir Raffinage.
Le raffinage, dans le domaine de la papeterie, est un type de traitement mécanique de la pâte à papier en vue d'obtenir l'hydratation, la fibrillation et la coupe des fibres. Un papier dont la pâte n’a pas été raffinée produira une feuille de faible résistance, comme le papier buvard. À l’inverse, le papier calque est typiquement un papier extrêmement raffiné. 

## Présentation
L'opération de raffinage permet de diversifier les propriétés mécaniques, optiques et d'imprimabilité du papier, et ce, pour répondre aux exigences croissantes des utilisateurs finaux. Le raffinage est une opération primordiale.
Une fois mise en pâte, la matière première se présente sous forme d'une suspension de fibres cellulosiques dispersées dans l'eau (concentration de 20  à   60 kg·m-3).
Celle-ci est conduite dans l'entrefer d'une machine tournante. L'entrefer est l'espace, de quelques centaines de micromètres, existant entre les surfaces de lames en vis-à-vis, disposées sur des disques (ou des cônes) en mouvement relatif. Pendant quelques millisecondes, les fibres y subissent à la fois une compression et un cisaillement.
Cette opération apporte une amélioration de l'épair, de la rigidité, de la résistance à la traction ou à l'éclatement.
Le raffinage est obtenu au prix de dépenses énergétiques considérables (entre 0,4  et   40 MJ·kg-1 de matière sèche).
Il existe essentiellement deux types de raffineurs industriels : le raffineur à disques et le raffineur conique .
Il existe plusieurs essais en laboratoire qui permettent d'en évaluer le degré, dont :
- l'appareil Schopper Riegler offre une mesure en degrés Schopper-Riegler (°SR), qui correspond à un indice d'égouttage (plus une pâte retient l'eau, plus elle est raffinée). Un papier dont la pâte a été très raffinée est typiquement le papier calque. Avec un peu de raffinage, on obtient un papier sans résistance comme le papier buvard ;
- le Canadian Standard Freeness (CSF), dont la valeur diminuera avec l’augmentation du raffinage.

Ces deux méthodes d'évaluation ne présentent pas de corrélation totale avec les résultats obtenus sur machine à papier.
En laboratoire, il existe plusieurs systèmes de raffinage pour de faibles quantités de pâte : 
- La technique de raffinage à la « pile Valey » ou « pile hollandaise ».
- Le moulin PFI
- Le moulin Jokkro
- Le raffineurs coniques